# جيري لورينزو
جيري لورينزو (بالإنجليزية: Jerry Lorenzo)‏ هو مصمم أزياء أمريكي، ولد في 5 أكتوبر 1976.